# Liquiliqui
 (mars 2023).

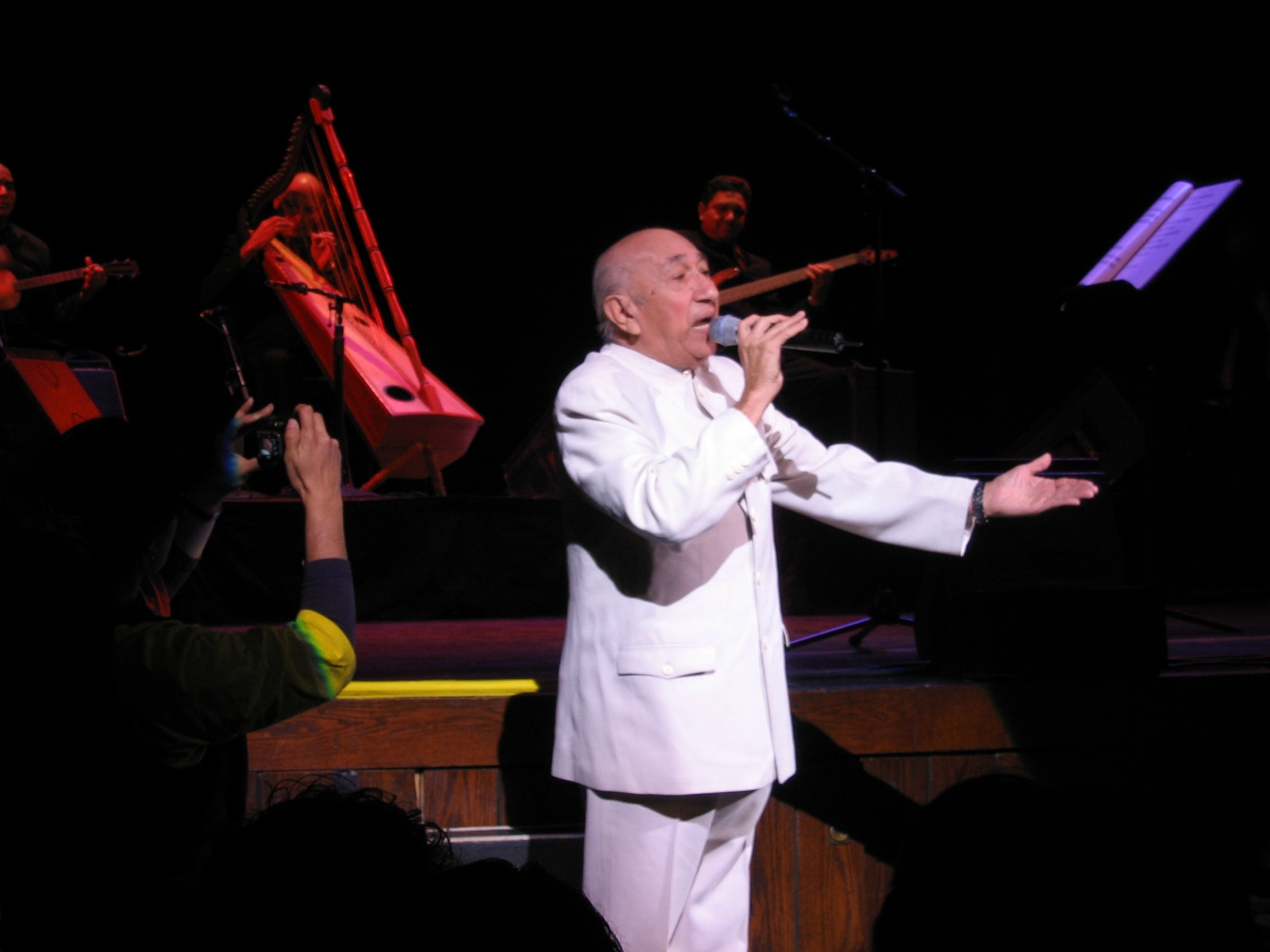
Simón Díaz avec un liquiliqui

Le liquiliqui ou liquilique est un costume traditionnel de la région Llanos, une région du nord de l'Amérique du Sud qui se situe entre la Colombie et le Venezuela.
Le 17 mars 2017, le Liquiliqui est officialisé comme costume traditionnel national du Venezuela.

## Caractéristiques
Il est majoritairement utilisé comme tenue masculine porté lors de fêtes et évènements sociaux, ainsi que pour la danse du joropo. Également, le liquiliqui est devenu le symbole des Llanos ou de la figure du llanero, en général, il est également utilisé comme un symbole nationaliste.
Il se compose d'une veste, pantalon et espadrilles. En Colombie et au Venezuela, il s'en confectionne différents matériaux et de diverses couleurs.
La veste est à manches longues, elle a de 5 à 6 boutons, lesquels ont l'habitude d'être métalliques. Cette dernière est ornée habituellement par deux poches à la hauteur de la poitrine, mais il existe plusieurs variantes . Le costume ne se porte pas avec une cravate ou un nœud papillon. Le pantalon doit être de la même couleur que la veste.
Traditionnellement, seules les couleurs blanche, grise ou beige étaient utilisées; pourtant, il s'est postérieurement incorporé les couleurs bleu marine, noir, vert olivier, entre autres.

## Histoire
Selon les dires de l'historien Emilio Acosta, ce costume a une origine asiatique en étant un dérivé des robes amenées depuis les routes commerciales établies avec la Capitainerie générale des Philippines, qui était encore sous la domination de l'Empire espagnol. Pourtant, certains historiens lui ont aussi attribué une possible origine européenne aussi bien que dérivé d'un uniforme français de cou fermé appelé liquette.